# Волков Олександр Васильович (науковець)
Олекса́ндр Васи́льович Во́лков (нар. 28 липня 1953, Краснотур'їнськ) — вчений в галузі електротехніки та електромеханіки. Доктор технічних наук (1999), професор (2006).

## Біографія
В 1975 р. закінчив Уральський політехнічний інститут за спеціальністю «Електропривод та автоматизація промислових установок».
В 1981 р. у цьому ж інституті захистив кандидатську дисертацію.
В 1999 р. у Національній гірничій академії України захистив докторську дисертацію за темою «Електромеханічні процеси і регулювання асинхронних електроприводів з інверторними перетворювачами частоти».
До 2000 р. працював головним конструктором електроприводів змінного струму у ВАТ НДІ «Перетворювач».
З 2000 р. працює в Запорізькому національному технічному університеті.

## Наукова діяльність
Сфера наукових досліджень — енергозбереження в системах автоматизованого електроприводу та енергопостачання; оптимізація режимів роботи електрообладнання.
Головний редактор журналу «Електротехніка та електроенергетика».

## Праці
Автор понад 100 публікацій, монографії «Современные частотно-регулируемые асинхронные электроприводы с широтно-импульсной модуляцией» (2006), 44 винаходів.